# كارنوتوروس

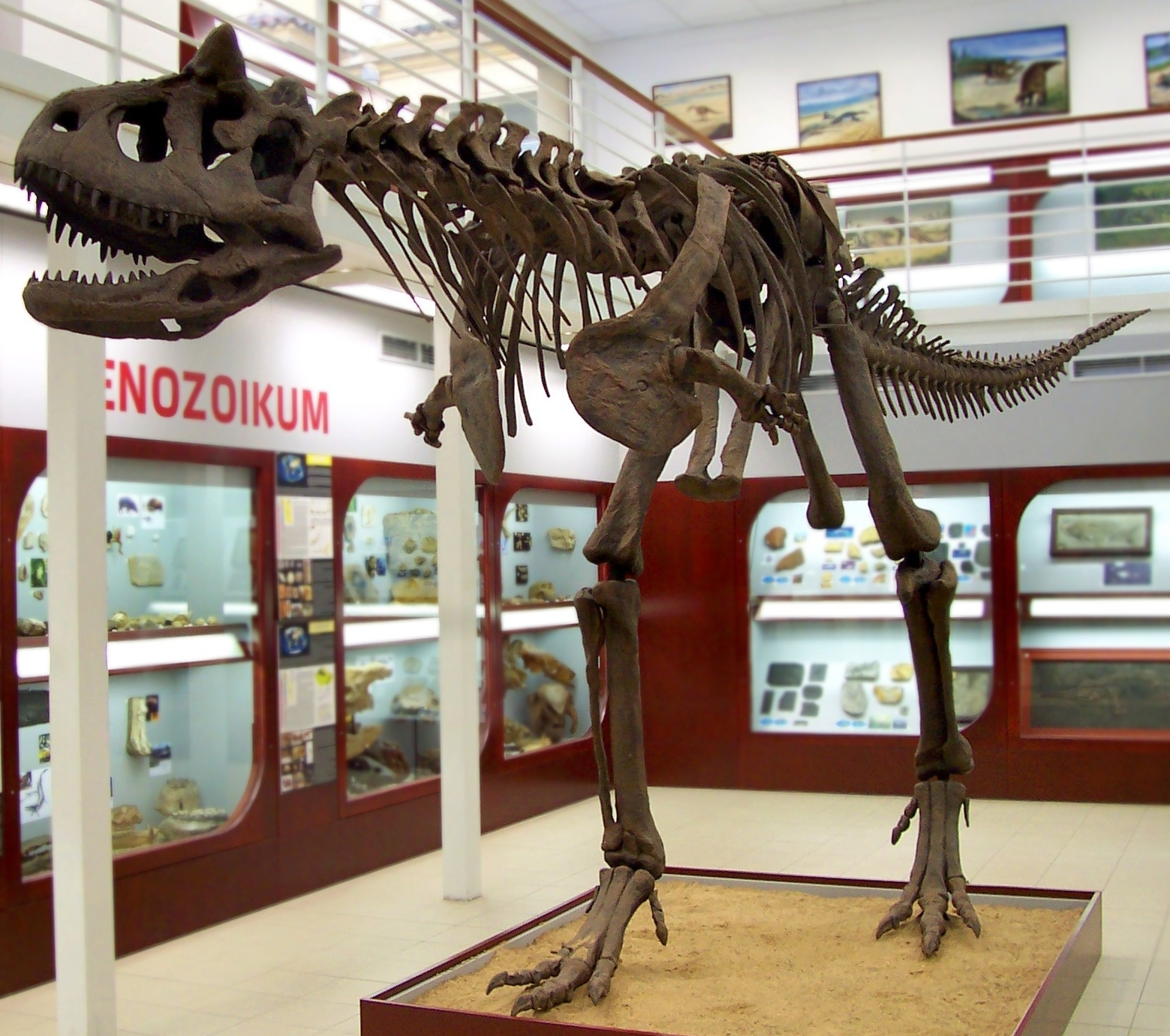
نموذج لهيكل الكارنوتوروس ، معروض في "متحف كلوباش " بمدينة براغ.

كارنوتوصور (بالإنجليزية: Carnotaurus)‏ هو ديناصور من أكلة اللحوم، عاش في العصر الطباشيري في أمريكا الجنوبية منذ حوالي 105 مليون سنة. يبلغ طوله 7.5 متر ويزن حوالي طن واحد. يتميز هذا الديناصور بوجود قرنين صغيرين فوق عينيه كان يستعملها في القتال، ويتميز أيضا بيديه الصغيرتين التي تعد الأصغر بين جميع الديناصورات الآكلة لللحوم. ويسمى هذا الديناصور بالثور اللاحم.

## الوصف

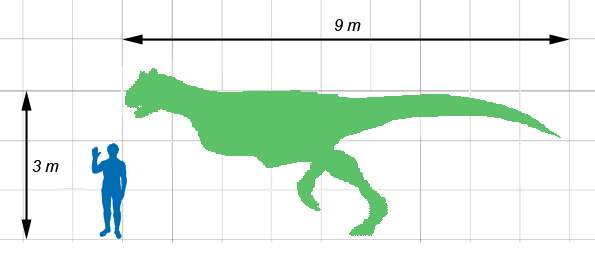
الحجم التقديري مقارنة بالإنسان

الكارنوتوروس يعتبر من ذوات الأقدام الضخمة ويبلغ طولها 8 م (25 قدم) 

## اقرأ أيضاً
- سيراتوصوريا
- أبيليسورويديا
- سيراتوصور
- ألوصور
- ألوصوريات
- دراسيوسورس
- ديسالوتوصاوروس